# Paolo Toselli (arbitro)
Paolo Toselli (Trieste, 29 luglio 1936) è un ex arbitro di calcio italiano.

## Biografia
Prese la tessera di arbitro nel 1954 presso la Sezione A.I.A. di Gorizia. Passò poi alla Sezione di Cormons costituita nel 1959 il 2 giugno per iniziativa di Marino Bigot.
Fu il fiore all'occhiello della sezione con Enzo Barbaresco, di lui più giovane di un anno.
Esordì in Serie B il 19 settembre 1965 con la direzione di Palermo — Genoa (2-1).
Esordì in Serie A l'11 settembre 1966 arbitrando Pisa — Alessandria (0-0).
Diresse la gara di ritorno della finale della 4ª edizione della Coppa Ottorino Barassi a Montebelluna il 13 ottobre 1971 fra il Montebelluna e lo Skelmersdale United (1-0).
Diresse la finale di Coppa Italia 1971-1972 disputata il 5 luglio 1972 allo stadio Olimpico di Roma tra Milan e Napoli (2-0).
L'ultima partita che diresse in Serie A fu Bologna — Lazio (2-2) del 19 maggio 1974.
A livello UEFA diresse 4 gare:
- Coppa UEFA 1972-1973, trentaduesimi d'andata, 13 settembre 1972, Beroe-Austria Vienna 7-0[9];
- Coppa UEFA 1973-1974, quarti di ritorno, del 20 marzo 1974 Tottenham — Colonia 3-0[10];
- Coppa dei Campioni 1973-1974, sedicesimi di ritorno, 3 ottobre 1973, CSKA Sofia — Wacker Tirol 0-1[11]
- Coppa dei Campioni 1973-1974: ottavi di ritorno, 7 novembre 1973 Újpest — Benfica 2-0[12];

Alla fine della sua carriera arbitrale avvenuta nel 1974, dopo aver diretto 74 gare in serie A e 72 in serie B, chiese di poter entrare nei ruoli degli "osservatori arbitrali" per la C.A.N. A.. Assume la qualifica di Arbitro Benemerito nel 1987.
Dal luglio 2019 entra a far parte della nuova sezione di Gradisca d'Isonzo, nata dall'accorpamento delle sezioni di Cormons, Gorizia e Monfalcone.